# Polystichum schizophyllum
Polystichum schizophyllum är en träjonväxtart som beskrevs av Lorea-hern. och A. R. Sm. Polystichum schizophyllum ingår i släktet Polystichum och familjen Dryopteridaceae. Inga underarter finns listade.